# یواس‌اس رموس (ای‌آرال-۴۰)
یواس‌اس رموس (ای‌آرال-۴۰) (به انگلیسی: USS Remus (ARL-40)) یک کشتی بود که طول آن ۳۲۸ فوت (۱۰۰ متر) بود. این کشتی در سال ۱۹۴۳ ساخته شد.